# فيك تايلور (مغني)
فيك تايلور (بالإنجليزية: Vic Taylor)‏ هو مغني جامايكي، ولد في 1947 في جامايكا، وتوفي في 2003.